# Europeiska unionens immaterialrättsmyndighet
Europeiska unionens immaterialrättsmyndighet (engelska: European Union Intellectual Property Office, EUIPO), tidigare Kontoret för harmonisering inom den inre marknaden (varumärken och mönster) (engelska: Office for Harmonization in the Internal Market (Trade Marks and Designs), OHIM) är Europeiska unionens varumärkesmyndighet som har till uppgift att främja och administrera registreringen av gemenskapsvarumärken och gemenskapsformgivningar, vilka gäller inom hela unionen. Myndigheten startade sin verksamhet 1996 och har sitt säte i Alicante, Spanien. Den 23 mars 2016 bytte myndigheten namn till sitt nuvarande.
Genom registrering av ett gemenskapsvarumärken eller en gemenskapsformgivning kan sökanden skaffa sig ett enhetligt skydd för hela EU-territoriet. Handläggningsspråk för myndigheten är engelska, tyska, franska, italienska och spanska. Under år 2006 registrerade myndigheten mer än 60 000 gemenskapsvarumärken och nästan 70 000 gemenskapsformgivningar.
Myndighetens beslut kan överklagas till tribunalen i EU-domstolen. 
Systemet med gemenskapsvarumärken och gemenskapsformgivningar existerar parallellt med de nationella systemen för registrering av varumärken och mönster. 